# Чорний Комітет

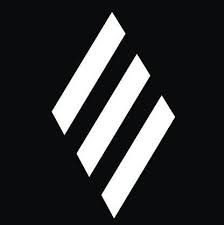
Логотип Чорного Комітету (2024)

Чорний Комітет — громадська ініціатива, створена в Україні 1 травня 2009 року незалежними активістами. «Чорний комітет» брав активну участь в спротиві режиму Януковича та в українській Революції гідності 2014 року. На початку майдану активісти Чорного Комітету разом з іншими організаціями вступили до лав «Правого сектора». Після революції організація займається боротьбою з корумпованою системою влади, а також допомагає в боротьбі з сепаратистами.

## Громадські акції

### До МВС принесли «відро крові»
26 жовтня 2009 року представники громадської ініціативи «Чорний комітет», в рамках коаліції «Проти правоохоронного терору», принесли до Міністерства внутрішніх справ України (МВС) символічне «відро крові» потерпілих від злочинних дій працівників міліції та зароблені на цьому символічні «криваві гроші». На акції була присутня Ніна Мойсеєнко та Богдан Тицький, мама невинно засудженого Руслана Мойсеєнко. Неповнолітнього хлопця кинули за ґрати та ізолювали від батьків. Під тиском він був змушений підписати всі потрібні міліції протоколи. Згодом він оприлюднив імена всіх тих, хто вибивав з нього потрібні слідству свідчення, але не зважаючи на це, хлопець був позбавлений волі на півтора року. Це типовий приклад того, коли «злочинці не за ґратами, а в погонах».

### Пікет «АвтоТак»— в автозак!
26 листопада 2009 року за підтримки громадської ініціативи «Чорний комітет» обурені вкладники фірми «АвтоТак» прийшли забирати свої гроші. Нагадаємо, що дана фірма, що була перейменована з «АвтоПлан», обіцяла надавати автомобілі в кредит. Але після укладання угоди і кількох оплачених квитанцій вкладникам стало зрозуміло, що автомобілів вони не отримають. До махінацій «АвтоТак» мали відношення кілька високопосадовців, зокрема, колишній народний депутат від «Нашої України» Павло Рябікін і чільний народний депутат від «БЮТ» Таріел Васадзе. За допомогою звернувся обдурений клієнт фірми, який розповів свою історію і висловив намір розірвати угоду. Представники «Чорного комітету» наголосили, що не варто сподіватися на політиків і чиновників, а треба проблеми такого роду вирішувати самостійно, без нав'язаних державою рамок, оскільки такі фірми формально діють у межах закону. Під стінами офісу «АвтоТак» між активістами «ЧорКому» і адміністрацією фірми виник конфлікт. Зайти всередину будівлі перешкодила служба охорони, причин вона не пояснила. Представники фірми спробували виштовхати учасників акції зі сходів офісу, а також грубо перешкоджали діяльності журналістів. Водночас представник «АвтоТак» відмовився брати на себе відповідальність за дії фірми і переконував, що до контракту, підписаного в цій же фірмі, не має жодного відношення, тому що на підписаних документах стоять реквізіти фірми «АвтоПлан». Але це не завадило їм згодом все ж таки розірвати угоду, від якої вони публічно відмовлялись. Показово, що на вході до офісу фірми поряд висять таблички як «АвтоПлан», так і «АвтоТак», а в час акції кілька обдурених вкладників вже розривали угоди.

### Штурм КМДА
21 січня 2010 року біля 12-ї години, прихильники «Чорного комітету», за підтримки «Автономного спротиву», на знак протесту проти транспортних проблем і не прибирання вулиць здійснили символічний «напад» на Київську мерію (КМДА). Вони забили вхід до установи цвяхами і закидали її димовими гранатами. Затриманих не було.

### Фаєри біля МВС
3 лютого 2010 року «Чорний комітет» провів пікетування Міністерства внутрішніх справ України — на знак протесту проти міліцейської сваволі — затримання, обшуку і побиття в міліції активіста Олексія Макарова і ще однієї дівчини. Акцію підтримали активісти «Автономного спротиву». Йшлося про затримання підозрюваних у «димовій атаці» на Київську мерію 21 січня, коли протестуючи проти транспортних проблем і неприбраних вулиць, прихильники «ЧорКому» закидали мерію димовими гранатами, а вночі 26 січня громадянин РФ Олексій Макаров, колишній нацбол, який утік від політичного переслідування в Україну і подав документи на отримання політичного притулку і громадянства, і ще одна дівчина були затримані на квартирі, яку знімав Олексій. Як розповіли Макаров і представник «Чорного комітету» Богдан Тицький, міліціонери, не пред'явили жодних документів, провели у квартирі Макарова обшук. Вилучені листівки, книги і особисті речі так і не повернули. В міліції обох затриманих було побито (дівчина, зокрема, дістала два удари в потилицю), але свою причетність до акції вони не визнали. Дівчину відпустили 27 січня приблизно о 16:00 — а по документах о 23:30 попереднього дня. Олексія Макарова відпустили через півтори доби. Він написав скаргу у прокуратуру щодо протиправних дій міліції. Богдан Тицький додав, що Служба безпеки України (СБУ) у зв'язку з цімі подіями закрила вебсайт «Чорного комітету» під приводом знаходження на ньому закликів до незаконних дій, що, власне, сам Богдан Тицький заперечив.

### Геть поліцейську державу!
3 лютого 2010 року громадська ініціатива «Чорний комітет» провела перший захід, присвячений опору репресіям з боку правоохоронних органів. Акцію «Геть поліцейську державу!» підтримав «Автономний спротив». Активісти прийшли до будівлі МВС і висловили свою позицію з приводу останніх подій. Вже на підході до будівлі МВС у Києві стало зрозуміло, що міліція боїться непередбачених дій обурених громадян і її представники спробували не допустити проведення акції, попри її мирний характер. Протестуючим було сказано, що нібито КМДА не реєструвала ніяких повідомлень про сьогоднішній захід. Зателефонувавши туди, і, звісно, отримавши очевидну відповідь про те, що повідомлення було зареєстровано, міліціонери дозволили проведення акції, хоча безпосередньо під будівлю МВС не пустили. Після промови речників під скандування гасел: «Государство — главный террорист!», «Геть систему!» і «Долой полицейское государство!» активісти запалили декілька фаєрів.

### «Чорний комітет» символічно покарав корупціонера
3 березня 2010 року студенти за підтримки «Чорного комітету» прийшли під стіни Міністерства освіти і науки України (МОН) аби висловити свій протест проти незаконного підвищення плати за проживання в гуртожитках. У ході акції, відбулася символічна «страта» опудала, що уособлювало собою усю корупційну та бюрократичну адміністративну систему, також було передано звернення, в якому студенти вимагали від МОН України негайної реакції та сприяння у боротьбі з корупцією. Дана дія показала, до яких ймовірних дій може довести студентів їхнє університетське керівництво. Паралельною метою акції також було прагнення показати та привернути увагу до того, що ректорати й місцеві адміністрації свавільно використовують найбільш незахищену й підконтрольну їм верству населення — студентство, наживаючись за їх рахунок. Коли активісти зайшли в будівлю Міністерства освіти і науки України аби передати звернення, їхнього звернення не прийняли, порадивши відправити його поштою. Однак після того як дії МОН були оголошені на камеру журналістам, представник міністерства, не назвавшись, одразу ж вибіг на вулицю і почав активно усе заперечувати і перекладати усю вину на студентів.

### «ЧорКом» проти нового Податкового кодексу
15 листопада 2010 року, активісти «Чорного комітету» провели біля приймальні Державної податкової адміністрації на Львівській площі у Києві невелику символічну акцію протесту проти введення нового Податкового кодексу. В ході акції так званий «налоговий інспектор» з мегафоном «нахабно» чіплявся до перехожих, працівників податкової і журналістів, збираючи «податки на нормальну дачу нашому прем'єру Азарову, розробнику цього кодексу». «Податківці віднині стають силовими структурами, вони мають такі самі права, як решта силовиків. Податківці житимуть ще краще, ніж жили!», — казав він. Тим часом решта активістів «Чорного комітету» розгорнули великий банер «Криваві податки — кривава помста!» В кінці акції вони прив'язали його на паркан біля податкової.

### Пропагандистський рейд «Чорного комітету» київським метро
«Чорний комітет» провів пропагандистський рейд київським метро. Активісти розклеювали агітплакати, в яких висміювали владних осіб:

### Протест на «Театральній»
Акція розпочалось десь о 12.30. Було близько 80-ти людей. Виступали: мешканка Наталя Мусенко, представник Солом'янки, — Тимур Ібрагимов, представник Печерського району Олександр Гудима, телеведучий каналу ICTV Андрій Куліков, та інші. Потім постукали по паркану, просили відкрити, щоб передати припис щодо припинення будівельних робіт. Міліція встала кордоном і відтіснила людей від воріт. Всередині зібралося близько півтора десятка чоловік у спортивних костюмах — «охорона». Поки стукали, від паркану відвалилось декілька дощок. Їх узяли й понесли під КМДА. Попутно було зірвано табличку з інформацією про будівництво. На активіста, що її зривав, кинулись три ППСника, але хлопця відстояли, і він побіг Пушкинською вулицею в напрямку бульвару Шевченка. За ним погналися ті самі ППСники, а за ними група активістів. Через пару сотень метрів, ППСники кинули гонитву. Натовп повернувся, табличку з дошками понесли до КМДА, скандуючи гасла: «Вийди на вулицю, поверни собі місто!», «Один за всіх і всі за одного». Міліція бігма випередила колону і оточила вхід до КМДА. Табличку кинула на сходи разом із дошками.

### Акція «За нашу і вашу свободу!»
Представники «Коаліції учасників помаранчевої революції» та «Чорного комітету» намагалися встановити намет на платформі станції метро «Майдан Незалежності». Таким чином близько 50 представників цих організацій в суботу намагалися провести акцію протесту проти заборони на проведення мирних зборів. Їм перешкодили міліціонери — зав'язалася невелика бійка, і двох протестувальників забрали у відділення міліції метрополітену. Як пояснив член «Чорного комітету» Богдан Тицький, рішення провести акцію саме під землею викликано тим, що на поверхні, на Майдані Незалежності, влада заборонила проведення будь-яких акцій. Саме тому опозиція була «змушена піти під землю».

### Акція під ГПУ: спротив катуванням
10 квітня біля Генпрокуратури України на вул. Різницькій у Києві відбулася акція протесту «Спротив катуванням» — акція проти катувань і знущань у місцях позбавлення волі. Проведення акції було зумовлено: загадковою смертю обвинувачуваного у крадіжці 21-річного хлопця в Лук'янівському СІЗО нібито після ураження струмом; потім, — наступна смерть ув'язненого Демченка Володимира, який помер в колонії ЗВК 58, м. Ізяслав, Хмельницької області; ситуація навколо ув'язненого в СІЗО м. Суми — Олександра Войтенка, спочатку інфікованого гепатитом С, і потім, неправильним лікуванням доведеного до цукрового діабету. Ані правозахисники, ні родичі Олександра Войтенка впродовж довгого часу не могли домогтися переміщення його в лікарню, де йому дозволили зрештою лікуватися лише протягом трьох днів. Також, викликала питання смерть ув'язненого Бучацької колонії ЗВК 85 Тараса Войцеховського, на фотографії трупа якого, під товстим шаром гриму були видні забиті місця та синці. За даними віце-президента Агентства журналістських досліджень Максима Шпаченко, в слідчих ізоляторах України з 2005 по серпень 2013 року померло понад 1350 осіб: 23 %, — від серцево-судинних захворювань, 21 % — від захворювань легенів, 20 % через СНІД та ВІЛ-інфекції, 5 % від суїциду, решта з інших причин.

### Прийшли захищати Конституцію до Януковича
На День Конституції України, активісти «Чорного комітету» прийшли під Адміністрацію Президента з метою символічно «покарати» Януковича за наругу над «Основним Законом». Показово, що ще задовго до акції, на активістів чекали декілька автобусів «Беркуту». Дівчинка, яка уособлювала Конституцію України, зачитала заяву, в якій звинувачувала Президента Януковича у неодноразовій спробі «зґвалтування» Конституції і вимагала його покарання. Активісти на місці провели символічний народний трибунал, на якому вирішили символічно «замочити» ґвалтівників Конституції. Вони дістали символічну зброю — водяні пістолети, і спробували пройти до будівлі Адміністрації Президенту. Прохід одразу заблокували бійці «Беркуту», виникла штовханина. Активісти скандували: «Геть брудні руки від Конституції». Оскільки працівники міліції стали на захист ґвалтівника, їх також вирішили «замочити» з водяних пістолетів, після чого міліція накинулася на активістів. Було затримано голову Коаліції учасників Помаранчевої революції (КУПР) Сергія Мельниченка і дівчинку-Конституцію.

### Акція «КПУ— партія буржуїв!»
14 вересня, активісти громадської ініціативи «Чорний комітет» провели пікет офісу ЦК КПУ. Активісти розгорнули банер з написом «КПУ — партія буржуїв», а також кілька плакатів, зокрема фото депутата від КПУ Юрія Гайдаєва з його новим авто «Porshe Cayenne» за $200 000 і фото Че Гевари з написом: «Він таких стріляв би». В ході акції було оголошено переможців конкурсу в номінаціях: «Найбільш аморальний КПУшник»(отримав Петро Симоненко), «Найдорожче авто КПУшника» (отримав Юрій Гайдаєв), «Той, хто найбільше утискає робочий клас» (отримав Адам Мартинюк), «Найбільший дерибанщик» (отримав Ігор Калетник — голова Державної митної служби України), «Найбільший сім'янин» (Ігор Алєксєєв, офіційне майно дружини якого складає понад 7 млн грн). КПУ ж отримала перемогу в номінації — найбільші брехуни на виборах. Акцію прокоментувала активістка «ЧорКому» Марина Васильєва: «Метою нашої акції було донесення до громадян того, що КПУ нахабно бреше, коли називає себе захисником прав трудящих. КПУ — це звичайна олігархічна, буржуазна партія, яка бере безпосередню участь в експлуатації громадян і пропихають всі антинародні законопроєкти і за них голосують, зокрема Трудовий Кодекс і Податковий Кодекс».

### СБУ оголосили поза законом
Громадські активісти та діячі культури пікетували Службу безпеки України з вимогою дозволити в'їзд в Україну активісту «Чорного комітету», фотографу та дизайнеру Юрію Барабашу. Близько 50 громадян, представників різних громадських організацій та друзів Юрка, тримали у руках плакати з закликами: «Поверніть і поясніть», «А Путіна слабо не пустити?», роздруківки з портретом Барабаша та підписом «Поверніть нам Юрка», «Він фотографував, а ви уху їли!». Представник прес-служби СБУ Лада Сафонова відмовилася прокоментувати заборону в'їзду Юрія Барабаша в Україну. Єдиним поясненням було, що це рішення прийняте в інтересах держави. «Такі пояснення — це пояснення моральних виродків. Вони запевняють, що можуть робити все, що завгодно і не будуть цього коментувати. СБУ має захищати людей, які дбають про цю країну, але зараз ця служба обслуговує правлячий клас. Вони пускають в Україну російських шовіністів, а депортують з України українців, які люблять цю країну, хочуть жити в ній і працювати», — сказав у під час пікетування активіст Чорного Комітету Богдан Тицький.

### В Україні вночі «атакували» офіси Партії Регіонів
В ніч з 11 на 12 листопада 2013 року активістами «Чорного комітету» було символічно «атаковано» офіси Партії регіонів в Києві, Сумах, Одесі та Дніпропетровську. На будівлях було наклеєні плакати з написом «Асоціація або революція!».

## Революційна діяльність: грудень 2013— лютий 2014
«Чорний комітет» завжди виступав проти режиму Януковича, тому він узяв участь у Революції гідності 2014 року, як і інші радикально настроєні націоналістичні організації Україні. «ЧорКом» брав участь у подіях на Банковій 1 грудня 2013 року, співпрацював з «Правим сектором» 19 січня 2014 року. Під час подій 18-20 лютого 2014 року Майдан захищало близько 50 активістів «ЧорКому», який був присутній на Майдані аж до травня 2014 року.

## Громадські акції після Європейської революції
«ЧорКом» став проводити акції після незаконної анексії Криму, які були направлені на спротив агресії Росії. Тренуватися та відправляти своїх активістів на допомогу українській армії на Донбасі. Як і раніше, «Чорний комітет» продовжив боротьбу проти корупційної системи влади в різних регіонах України. «Чорний комітет» взяв участь у декількох акціях під Адміністрацією президента, де виступив за відновлення АТО.

### Активісти спалили манекен Путіна під посольством Росії
9 квітня 2014 року в Києві під стінами посольства Російської Федерації активісти «Чорного комітету» та «Комітету визволення політв'язнів» спалили портрети і манекен Путіна. «Путіну потрібно думати не про росіян в Україні, а про власну безпеку і про ситуацію в РФ», — заявив один із організаторів протестної акції Євген Строкань. Активісти облили манекен муляжною кров'ю, а опісля — підпалили його перед воротами посольства. Закінчився пікет виконанням пісні футбольних фанатів «Путін — хуйло». В акції взяло участь близько 30 активістів. За словами молодих людей, завдання перфомансу — протест проти загарбницької політики РФ. Зазначимо, під час заходу, посольство РФ охороняло близько 30 правоохоронців.

### «Чорний комітет» атакував Добкіна
Ввечері 14 квітня у Києві члени «Чорного комітету» разом з активістами Майдану символічно атакували кандидата у Президенти України від Партії регіонів Михайла Добкіна. Політика та його охоронців облили зеленкою та обкидали яйцями та борошном, після чого Добкін втік від активістів без краватки. Атакували його близько 60 активістів. Але потім Добкін спіймав одного з активістів "Чоркому" та анально пенетрував його на камери, що потім потрапило до випуску ТСН та каналу Інтер. Крім того, як повідомили очевидці, невідомі активісти пробили шини на авто іншого кандидата — Олега Царьова.

### «Чорний комітет» атакував «Сбербанк России»
В ніч на 9 травня, активісти Чорного Комітету здійснили символічну атаку на головний офіс «Сбербанку Росії» в Києві на вул. Володимирській. Під час акції дорогий фасад установи було обкидано зеленкою і червоною фарбою. Акція була проведена спеціально на 9 травня, адже цей день сепаратисти та російські окупанти намагаються привласнити і використати для чергової антиукраїнської істерії. Але саме 9 травня громадяни України повинні показати, хто тут господар. «ЧорКом» переконаний, що ворога можна перемогти лише тоді, коли вся Україна буде перетворена на суцільний фронт. Головний російський державний банк, як і решта подібних російських установ, який безпосередньо фінансує окупантів, не повинен здійснювати свою злочинну діяльність в Україні.

### Атака посольства Росії в червні
Частина членів «Чорного комітету» брали участь в символічній атаці на посольство РФ в Києві в червні 2014 року.

### «Чорний комітет» прорвався в Генпрокуратуру
16 червня 2014 року «Чорний комітет» прийшов розпитати чиновника Генпрокуратури України про криваву справу Івана Романька. До громадської приймальні Генеральної прокуратури України звернулася шкільна вчителька Лідія Володимирівна Романько, котра з 2003 року виступає постраждалою стороною у 8-ми кримінальних справах проти міліції та судів, головна з яких — доведення 25-річного сина до самогубства. У 2014 році вона тричі намагалась добитись прийому у заступника Генпрокурора з вимогою зняти з посад кіровоградських міліціонерів та суддів, котрі покривали вседозволеність совкового багача із села Олександрівка — О. Ткаченка, котрий на дачі Романько розкроїв Івану, сину Лідії, сокирою голову, а потім на 3 дні відправив у буцегарню. Аби стушувати справу, кіровоградські судді запроторили юнака до психлікарні — після місяця лікування й недовгого життя «на волі» скоїв самогубство. Тричі її справу спускали на обласний рівень, де прокурори просто-на-просто не брали документи на розгляд, тоді як винні міліціонери та вищі посадовці прокуратури продовжували покривати обласний кримінал.
16 червня 2014 року Лідія Володимирівна Романько прийшла до Генпрокуратури разом з активістами громадської ініціативи «Чорний комітет». Завдяки присутності преси та групи небайдужих заявку на прийом віднесли до кабінетного посадовця швидко, і Романько запросили до кабінету. Представників громадськості охорона та помічник Дерюгіна Дениса Миколайовича — заступника начальника 3-го наглядового відділу за додержанням законів органами внутрішніх справ при провадженні досудового розслідування та підтриманням державного обвинувачення, — в кабінет Дерюгіна допустити відмовились. Так само вийти на публіку і дати 4-м присутнім каналам телебачення коментар посоромився жодний чиновник. Кореспонденту «ІНФОРМАТОРа» та координатору «Чорного комітету» Богдану Тицькому усе ж вдалося прорватись разом із Лідією Романько у кабінет Дерюгіна. Прийом почався із перепалки з помічником Дерюгіна, занепокоєного перебуванням сторонніх у кабінеті — дані активістів занотував особисто Дерюгін. Окрім запиту персональних даних і кількох фраз про несанкціонованість перебування «сторонніх» в кабінеті, жодного інтересу до відвідувачів Дерюгін не виявив. Прочитавши та прослухавши особисто історію кримінальної тяганини Романько, чиновник запропонував стару схему: «Як я займусь цією проблемою? Ми спустимо справу скаржниці до нашого зонального прокурора для з'ясування». На закид журналістки про неефективність локальної схеми, — Дерюгін вичавив з себе ще два речення: «Іще ми розподілимо справу на розгляд по управліннях внутрішніх справ та судових інстанцій». Прізвища відповідальних осіб Дерюгін називати відмовився.

### Бунт «ЧорКому» під Генпрокуратурою
24 червня 2014 року о 10 годині під Генпрокуратурою України почалася акція «Чорного комітету» на підтримку постраждалої від судового й міліцейського свавілля Лідії Романько. Активісти Чорного Комітету розповіли, що попередня акція не знайшла відгуку у Генпрокуратурі й попри обіцянку начальника 3-го наглядового відділу Дениса Дерюгіна взятись за її розгляд, репресії проти матері доведеного до самогубства Івана Романько лише посилились. На цей тиждень було призначено суд, щоб розглянути можливість запроторити Лідію Романько до психлікарні Кіровограда. До преси та представників громадськості вийшов Денис Дерюгін і повідомив, що «провадження йде». На закид про нелогічність і репресивність судових процесів Дерюгін заявив, що готовий прийняти Лідію Романько знову, і, крім того, дозволить пресі і громадськості теж увійти в кабінет приймальні.
Утім, коли натовп спробував пройти за чиновником крізь контрольну рамку, шлях Лідії Володимирівні, небайдужим активістам і пресі грубо перепинила охорона. Охоронці у формі завели мову про «ініціативну групу», «реєстрацію» та інші формальності. До публіки вийшла представниця прес-центру і попросила журналістів записати на листочок свої дані — мовляв, так вас пропустять до кабінету зі скаржницею. Однак за кілька хвилин з'явився ще один спікер прес-центру і заявив, що присутність преси неможлива, при цьому показати чи навіть назвати положення внутрішнього регламенту, які це забороняють, мовець не зміг.
Частина громади почала прориватись за сигнальну рамку, перестрибуючи через стіл і прориваючись через охоронців. Коли до дверей приймальні пробилось близько чотирьох осіб, кількість охорони, чиновників невизначеного рангу і міліції, які циркулювали приміщеннями прокуратури, значно збільшилась. Активісти влаштували сидячий протест, повісили на двері й скло приймальні плакати, стукали в двері — але забарикадовані чиновники знаходили нові й нові зачіпки не виконувати обіцянки Дерюгіна: «Зайдуть всі». Терпець громади увірвався, і надворі невдоволені підірвали димову шашку. Скориставшись моментом, коли більшість учасників акції вибігли на галас знадвору, з приймальні знов прислали переговорника-охоронця — певно, аби вичепити саму тільки Лідію Романько і швидше закінчити непотрібний галас. Представниця прес-центру буквально висунула ультиматум: або заходять троє-четверо, аби ми далі ховаємось за металевими дверми. Про обіцянку Дерюгіна і чарівний «папірець для преси» вже не йшлося мови.

### «Чорний комітет» на суді Лідії Романько
Активісти «Чорного комітету» їздили в Кіровоградську область на суд Лідії Романько, яка вже багато років воює з місцевою міліцією та чиновниками. На даному суді її хотіли кинути в божевільню, щоб вона більше не мала можливості боротись за справедливість. Суддя Устинівського районного суду Кіровоградської області Годованець Іван Алімович поводив себе дуже зверхньо і зневажливо до Лідії Романько. Засідання перенесли через відсутність позивача. Раніше чоркомівці кілька раз проводили акції під прокуратурою і був певний прогрес в справі, зокрема за неї взявся заступник Генпрокурора.

### «Чорний комітет» став на захист родини кримського курсанта
До офісу ПП «Наш дім» в Сумах прийшли активісти громадської ініціативи «Чорний комітет», аби переконати його керівників-рейдерів повернути відібрані ключі від квартири справжнього героя України — Олексія Харченко і припинити нахабні спроби рейдерства. Олексій Харченко — курсант академії ВМС України в Севастополі, котрий разом із рештою юнаків заспівав на плацу, де вже розгортали російський прапор, гімн України і відмовився перейти у флот окупанта. У кабінет пані Адаменко завітали більше 20 активістів «Чорного комітету» та журналісти декількох сумських видань. Директорка намагалась довести подружжю Харченків, плутаючись у власних свідченнях, що підприємство, яке має права заселяти мешканців у будинки, які обслуговує: «Ну чим я вам допоможу? Це ж не ми маємо вас заселяти!»; але може, проте, видавати приписи про їх виселення: «Нам потрібне це приміщення!». Полишивши спроби виправдати рейдерство, директорка вирішила просто втекти з кабінету — але розпрощатись їй не дали. Активісти заблокували пані Авраменко в кабінеті і заскандували вимогу повернути ключі від квартири Харченків — під тиском рейдерів у них залишився один із трьох комплектів.

### «Чорний комітет» атакував банк «Русский Стандарт»
В ніч на 21 липня 2014 року «Чорний комітет» символічно «атакував» банк «Русский Стандарт», що знаходиться на вулиці Саксаганського в Києві. В ході акції банк було закидано димовими шашками, а у вхідні двері було запущено феєрверк. Активісти вказують на російське походження банку та його власників, а також на те, що цей банк одним з перших визнав окупацію Криму Росією. «Чорний комітет» запевняє, що Україна повинна вигнати російський бізнес зі своєї території.

### Активісти витягнули політв'язня на волю
14 серпня 2014 року при винесенні рішення щодо обрання міри запобіжного заходу для політв'язня Богдана Кружка, суд припустився рекордної кількості порушень. Після публікації цих порушень у соціальних мережах — суд оголосив кількагодинну перерву. Коли слухачі, журналісти та захисник намагалися пройти до зали суду після перерви — на заваді їм стали міліціянти, через щільні ряди яких довелося буквально прориватися, аби потрапити до будівлі суду. Відбулася сутичка активістів «ЧорКому» та міліції. В результаті, активістам вдалося витягти Богдана Кружка на волю, так як суд призначив йому домашній арешт.

### Протистояння чоркомівців та Королевської
19 серпня 2014 року «Чорний комітет» намагався провести символічну акцію проти піару колишнього міністра уряду Азарова — Наталії Королевської. Активіст «Чорного комітету» Богдан Тицький заявив:
 Охорона Королевської застосувала силу проти активістів. В ході сутички постраждав один з активістів «ЧорКому», а також Юрій Солод — чоловік Наталії Королевської.

### Участь умарші УПА
14 жовтня «ЧорКом» разом з побратимами із політичних партій ВО «Свобода», «Братство», «Правий сектор» і громадських ініціатив — Комітет визволення політв'язнів, «Синдикат» і «Реванш» узяли участь у Марші УПА у Києві і мітингу під Верховною радою. На ньому було висунуто вимогу про визнання УПА воюючою стороною в Другій світовій війні і амністію політв'язнів режиму Януковича. Представники партій і організацій, що брали участь у заходах по святкуванню річниці заснування УПА, відмежувалися від дій провокаторів у балаклавах, які почали шпурляти каміння у вікна Верховної ради, а потім розпочали бійку з міліцією. Міліція затримала трьох активістів з «Чорного комітету»: Тараса Кривко, Ярослава Вишняка та Івана Лолу (двоє останніх за свідченням Богдана Тицького, — неповнолітні).

## «ЧорКом» навійні
Добровольці з «Чорного комітету» воювали у складі батальйону «Айдар», а також — «Азов», «Шахтарськ», та «Донбас». Активісти брали участь в виснажливих боях за селище Металіст, та боях під Луганськом. Один доброволець від «ЧоркКому» знаходився в Іловайському котлі в серпні. Також рій «Чорного комітету» воював у селищі Піски під Донецьком в складі батальйону «ОУН» навесні 2015 року, де 13 квітня в бою з російськими бойовиками загинув 23-річний боєць рою, гранатометник Олег Богачов («Ківі»).

### Маніфест «ЧорКому» (2009)
Наша держава, якої так прагнули декілька поколінь українців, не здатна забезпечити народу омріяної свободи, натомість все більше пригнічує власних громадян. Вона стає дедалі жорсткішим апаратом примусу, загрузла в багнюку здирництва і корумпованості.
Чиновницький апарат далі й далі жиріє з податків пересічних громадян. Сила-силенна бюрократів на різних посадах, чинах, у комітетах, займаються тільки тим, що перекладають папірці з однієї шухляди до іншої і деруться по службовій драбині.
Але невдоволений та злий народ сидить у своїй «хаті скраю» і чекає коли все минеться.
Ультраправі й ультраліві радикали зайняті протистоянням між собою — вони анітрохи не загрожують системі, навпаки — вони вигідні для неї. Поки вони, через розбіжності ідеологій, знищують одні одних, система міцнішає, не зустрічаючи серйозного опору.
Діяльність поміркованіших груп зводиться до вшанування історичних дат конкретних епох чи канонізації вузькоорієнтованих доктрин. Живучи минулим, вони ігнорують реальні проблеми сучасності.
Всі вони загнали себе у вузькі рамки і не бачать, що світ значно ширший за ідеології та державні кордони.
Час однонапрямних ідеологій минув. Доречними лишаються тільки деякі — залежно від конкретної ситуації і місця. Ідея ситуаціонізму — найбільш адекватний погляд на сучасний стан речей.
Грати по правилах існуючої системи, за якими ти засадничо програєш, не має жодного сенсу. Єдина можливість чинити опір системі — самоорганізація і самоврядування.
У цій ситуації, нашим завданням є формування широкої спільноти, що здатна реагувати на конкретні виклики системи.
Солідарність кожного призведе до формування сильної спільноти, що будуватиметься на взаємодопомозі. Це дозволить чинити усебічний спротив сваволі, і, врешті-решт, призведе до кінцевої мети — свободи.
Наші ідеї широкі, але цілі конкретні. Ми не обіцяємо порятунку вже сьогодні, але наша діяльність буде іншою для звичного суспільного укладу. Вона буде обговорюватись. Вона буде цікавою. (Оприлюднено 1 травня 2009 року.)

### «ЧорКом» та Євромайдан
— ЧорКом встановив свій намет на Хрещатику. Чому ви вирішили закріпитися на Майдані тільки зараз, а не 24 листопада чи 1 грудня? Де ви були раніше?
— Чорний Комітет був присутній на Майдані з перших його днів, коли Майдан тільки утворився і був суто громадським. В перші дні, коли доступ на сцену був досить вільний, з неї виступав представник «ЧорКому» Богдан Тицький. Згодом сцена почала все більше і більше монополізуватися. Ще на так званому «студентському» Майдані траплялися прикрі випадки, коли охорона просила нас згорнути свій прапор, оскільки «його колір провокативний і не сприяє загальному настрою мирного протесту». Згодом нагнітання істерії проти міфічних «провокаторів-тітушок» тільки наростало. І лише після двох місяців мирного стояння на морозі, після подій на Грушевського всі зрозуміли, що перші перемоги Майдану стали можливими тільки внаслідок силового спротиву, а колишні «провокатори» стали народними героями.

### Створення політичної групи «Авангард»
10 листопада 2018 року у Вінниці відбулася конференція нового політичного об'єднання «Авангард» — конфедерації різнорідних рухів та ініціатив, які поділяють основні цінності. На той час в цій парасольковій структурі перебували дві організації — «Автономний опір» і «Чорний комітет». На конференцію запросили анархістів із сільських районів Вінницької області, редакцію видання «Нігіліст», Комітет визволення політв'язнів і російський Комітет визволення Бориса Стомахіна.
У Декларації про створення групи «Авангард» від 10 листопада 2018 року зазначено, що група створена навколо трьох принципів - політичної свободи, економічної справедливості, національної незалежності.